# فلبرت
شهر فلبرت (به آلمانی: Velbert) در ایالت نوردراین-وستفالن در کشور آلمان واقع شده‌است.